# Hån (Malungs socken, Dalarna, 673460-138067)
Hån är en sjö i Malung-Sälens kommun i Dalarna och ingår i Dalälvens huvudavrinningsområde. Sjön är 8 meter djup, har en yta på 0,244 kvadratkilometer och är belägen 296,4 meter över havet.

## Delavrinningsområde
Hån ingår i det delavrinningsområde (673716-138032) som SMHI kallar för Utloppet av Hån. Medelhöjden är 332 meter över havet och ytan är 5,86 kvadratkilometer. Det finns inga avrinningsområden uppströms utan avrinningsområdet är högsta punkten. Håbäcken som avvattnar avrinningsområdet har biflödesordning 3, vilket innebär att vattnet flödar genom totalt 3 vattendrag innan det når havet efter 389 kilometer. Avrinningsområdet består mestadels av skog (58 procent), öppen mark (13 procent) och sankmarker (15 procent). Avrinningsområdet har 0,23 kvadratkilometer vattenytor vilket ger det en sjöprocent på 4 procent.